# La Clotilde
La localidad y municipio de La Clotilde está ubicada en el centro de la provincia del Chaco, Argentina, y pertenece al Departamento O'Higgins, a 260 km de la capital provincial y a 44 km de Presidencia Roque Sáenz Peña.

## Vías de comunicación
La principal vía de acceso es la ruta Nacional 95, que la une por pavimento al sur con Villa Ángela y la provincia de Santa Fe, y al norte con La Tigra y Presidencia Roque Sáenz Peña. Otras rutas que pasan por la localidad son las provinciales 21 y 52.

## Producción agropecuaria
El 50% de los suelos de aptitud agrícola están en la producción de cultivos anuales. El resto son suelos de aptitud mixta dedicados a la producción agrícola-ganadera o forestal.
Los suelos de aptitud estrictamente ganadera se utilizan en ganadería extensiva y en forestal. Cultivos: algodón, soja, girasol, trigo.

## Puesto Sanitario "A"
- Nivel de Complejidad: II
- Teléfono: (03735) 491 014
- Responsable: Retamozo Carlos Alfredo

## Población
Cuenta con 3,382 habitantes (Indec, 2010), lo que representa un incremento del 29,7% frente a los 2,607 habitantes (Indec, 2001) del censo anterior. En el municipio el total ascendía a los 3,625 habitantes (Indec, 2001).
| Gráfica de evolución demográfica de La Clotilde entre 1991 y 2010 |
|                                                                   |
| Fuente: Censos nacionales del INDEC                               |